# يويا تاكاغي
يويا تاكاغي (باليابانية: 高木 友也) (مواليد 23 مايو 1998) هو لاعب كرة قدم ياباني.

## وصلات خارجية
- يويا تاكاغي على موقع رابطة كرة القدم اليابانية للمحترفين (اليابانية)
- يويا تاكاغي على موقع قاعدة بيانات كرة القدم.إي يو (الإنجليزية)
- يويا تاكاغي على موقع Soccerway.com (الإنجليزية)
- يويا تاكاغي على موقع عالم كرة القدم.نت (الإنجليزية)